# Allium proponticum
Allium proponticum là một loài thực vật có hoa trong họ Amaryllidaceae. Loài này được Stearn & Özhatay mô tả khoa học đầu tiên năm 1977.